# Wiktor Griszyn
Wiktor Wasiljewicz Griszyn (ros. Ви́ктор Васи́льевич Гри́шин; ur. 5 września?/18 września 1914 w Sierpuchowie, zm. 25 maja 1992 w Moskwie) – radziecki polityk, członek Biura Politycznego KC KPZR (1971–1986), deputowany do Rady Najwyższej ZSRR (1954–1987), dwukrotny Bohater Pracy Socjalistycznej (1974 i 1984).
Z zawodu geodeta, później inżynier mechanik, w latach 1938–1940 służył w Armii Czerwonej jako politruk, w 1939 wstąpił do WKP(b), od 1942 II sekretarz, a później I sekretarz komitetu partyjnego w Sierpuchowie. Od 1952 II, a od 1967 do 1985 I sekretarz komitetu partyjnego w Moskwie, w latach 1956–1967 przewodniczący Rady Związków Zawodowych, od 1952 do 1986 członek Komitetu Centralnego KPZR, a 9 IV 1971 – 18 II 1986 Biura Politycznego KC KPZR. Od 1954 do 1987 deputowany do Rady Najwyższej ZSRR. Po śmierci Breżniewa w 1982 oraz Czernienki w 1985 brany pod uwagę jako kandydat na ich następcę.

## Odznaczenia
- Medal Sierp i Młot Bohatera Pracy Socjalistycznej (dwukrotnie, 1974 i 1984)
- Order Lenina (czterokrotnie)
- Order „Znak Honoru”